# Anthony L. Gardner

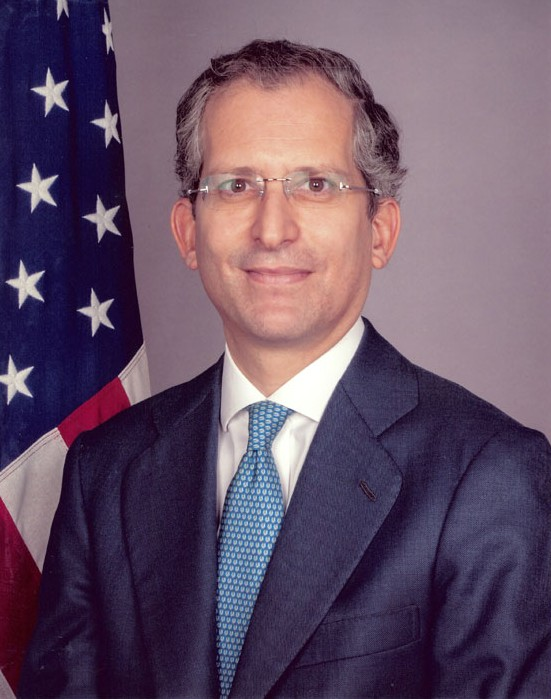
Anthony Luzzatto Gardner

Anthony Luzzatto Gardner (16 mei 1963) is een voormalig Amerikaans ambassadeur bij de Europese Unie. Hij werd op 18 februari 2014 als zodanig benoemd door president Obama en legde zijn functie neer op 20 januari 2017.

## Opleiding
Gardner studeerde Bestuurskunde aan de Harvard-universiteit, Internationale Betrekkingen aan de Universiteit van Oxford en behaalde daarnaast een graad aan de Columbia Law School.
Aan de London Business School behaalde hij een master in Financiën.
Hij spreekt vloeiend Frans, Italiaans en Spaans, en kan ook met Duits uit de voeten.

## Loopbaan
Voorafgaand aan zijn ambassadeurschap was hij zes jaar lang directeur van Palamon Capital Partners, een in Londen gevestigde private equity firma. Daarvoor werkte hij voor zowel de Bank of America en GE Capital in Londen. Ook werkte hij samen met de Treuhandanstalt, het Duitse agentschap in Berlijn, belast met de privatisering van Oost-Duitse ondernemingen na de hereniging.

## Diplomatieke carrière
Gardner was als Directeur voor Europese Zaken werkzaam in de Nationale Veiligheidsraad in 1994-95. In 2013 werd hij door president Obama benoemd tot ambassadeur van de Verenigde Staten van Amerika bij de Europese Unie.
In zijn aanvaardingsspeech op 31 oktober 2013 voor de Senaat onderstreepte hij dat een van zijn belangrijkste doelstellingen zou zijn "het helpen tot stand komen van een ambitieus Transatlantic Trade and Investment Partnership, (TTIP), dat onze economieën zal positioneren voor succes in de 21ste eeuw".
Zijn aanstelling werd door de Senaat bevestigd op 12 februari 2014.
Gardner is ook lid van de Raad voor Buitenlandse Relaties. Ook was hij conservator van het Guggenheim UK Charitable Trust en bestuurslid van de Peggy Guggenheim Collection in Venetië.